# Cape Tapaga

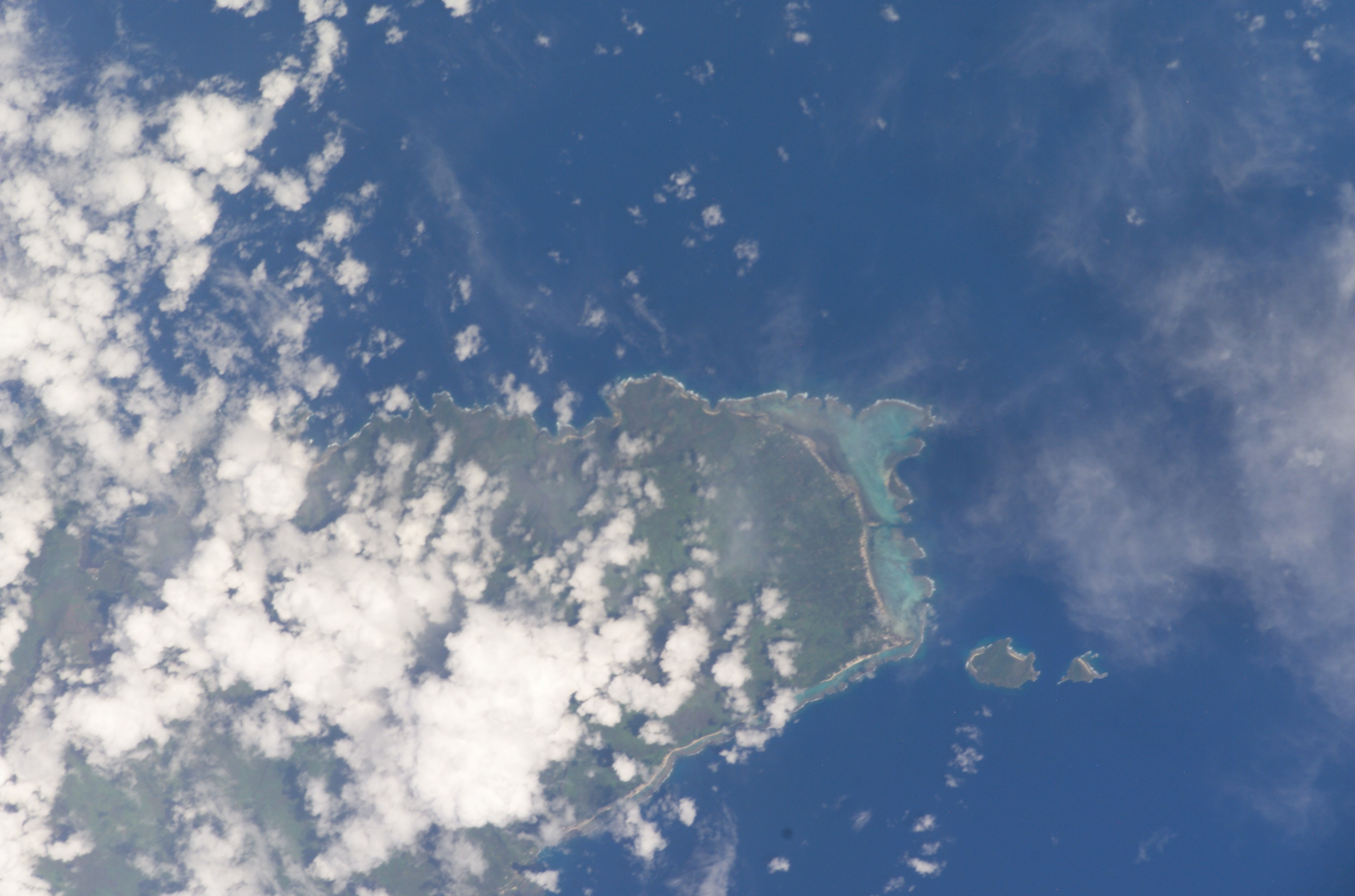
Satelliet foto van Cape Tapaga, het meest zuidoostelijke punt van het eiland Upolu.

Cape Tapaga is meest zuidoostelijke punt van het eiland Upolu, het drukst bevolkte eiland van Samoa.
De kaap ligt aan het dorp Lalomanu, in het district Atua. Vanaf Cape Tapaga is het zo'n 1,4 km in oostelijke richting naar het eiland Nu'utele, wat een deel is van de Aleipata eilanden.